# Anchialina latifrons
Anchialina latifrons är en kräftdjursart som beskrevs av Nouvel 1971. Anchialina latifrons ingår i släktet Anchialina och familjen Mysidae. Inga underarter finns listade i Catalogue of Life.